# Elmpter Schwalmbruch
Das Naturschutzgebiet Elmpter Schwalmbruch liegt auf dem Gebiet der Gemeinden Brüggen und Niederkrüchten im Kreis Viersen in Nordrhein-Westfalen.
Das etwa 295,91 ha große Gebiet, das im Jahr 1964 unter Naturschutz gestellt wurde, erstreckt sich südwestlich des Kernortes Brüggen entlang der Schwalm, direkt an der am nördlichen Rand verlaufenden Landesstraße L 373. Die Staatsgrenze zu den Niederlanden verläuft am westlichen Rand des Gebietes, südlich verläuft die A 52.
Das Naturschutzgebiet ist Teil des EU-Vogelschutzgebiets „Schwalm-Nette-Platte mit Grenzwald und Meinweg“.
Im Naturschutzgebiet finden sich verschiedene Biotoptypen, unter anderem ein Moor und die größte Wacholderheide des linken Niederrheins. Im Elmpter Schwalmbruch brüten unter anderem Blaukehlchen, Schwarzkehlchen, Wasserralle, Heidelerchen, Zwergtaucher und Teichrohrsänger. Außerdem kommen hier Biber und Schlingnattern vor.

Bildergalerie
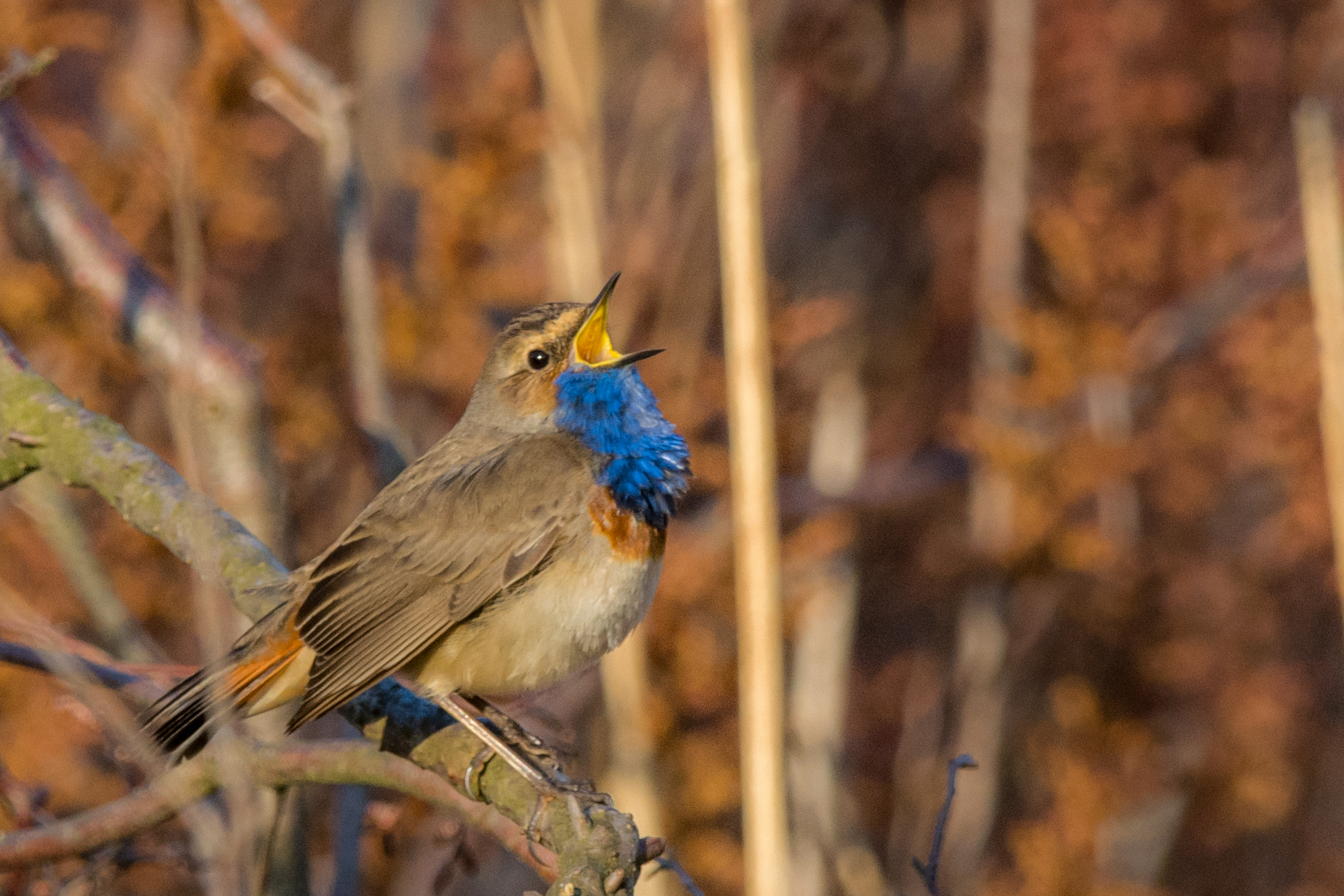
Blaukehlchen
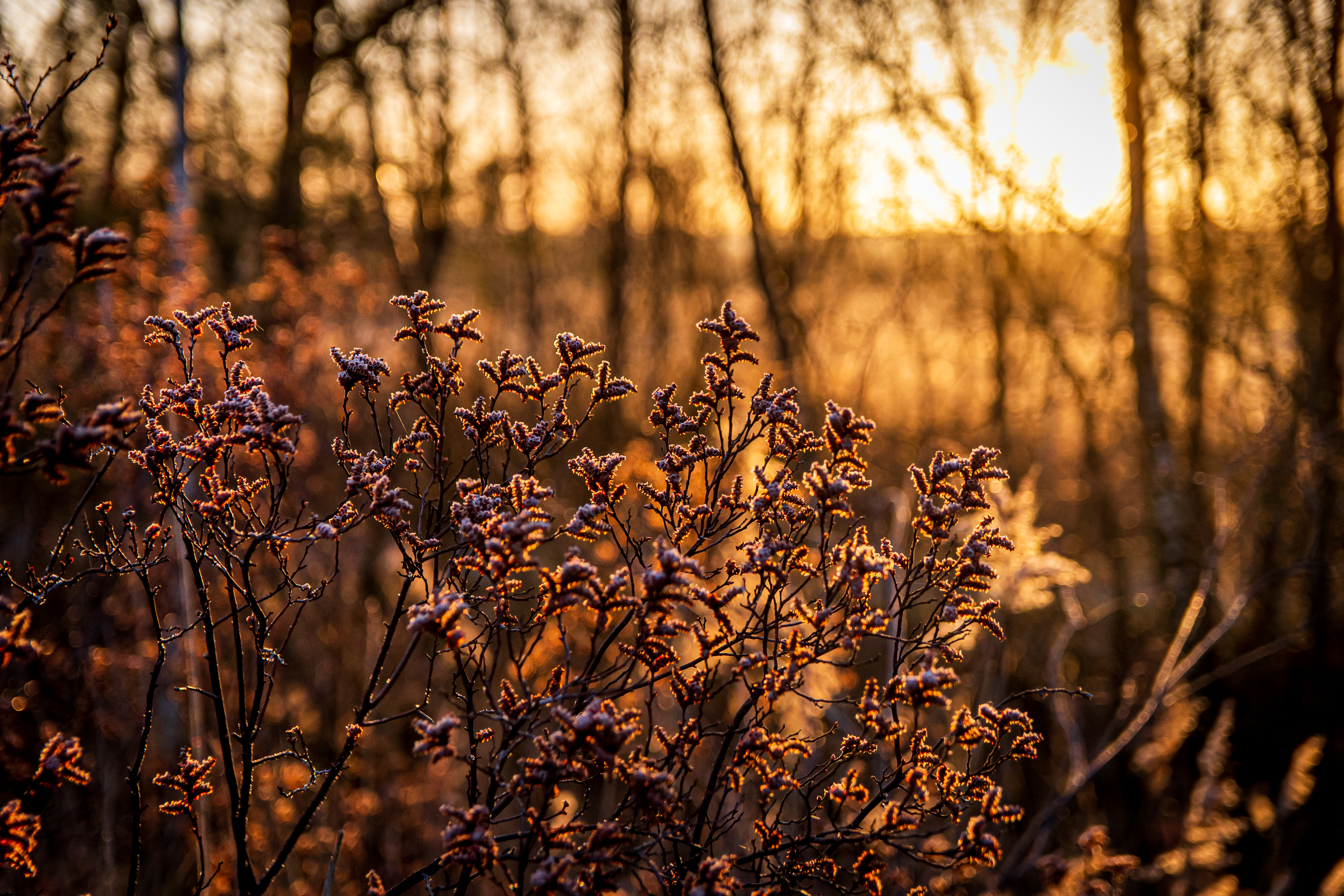
Gagel
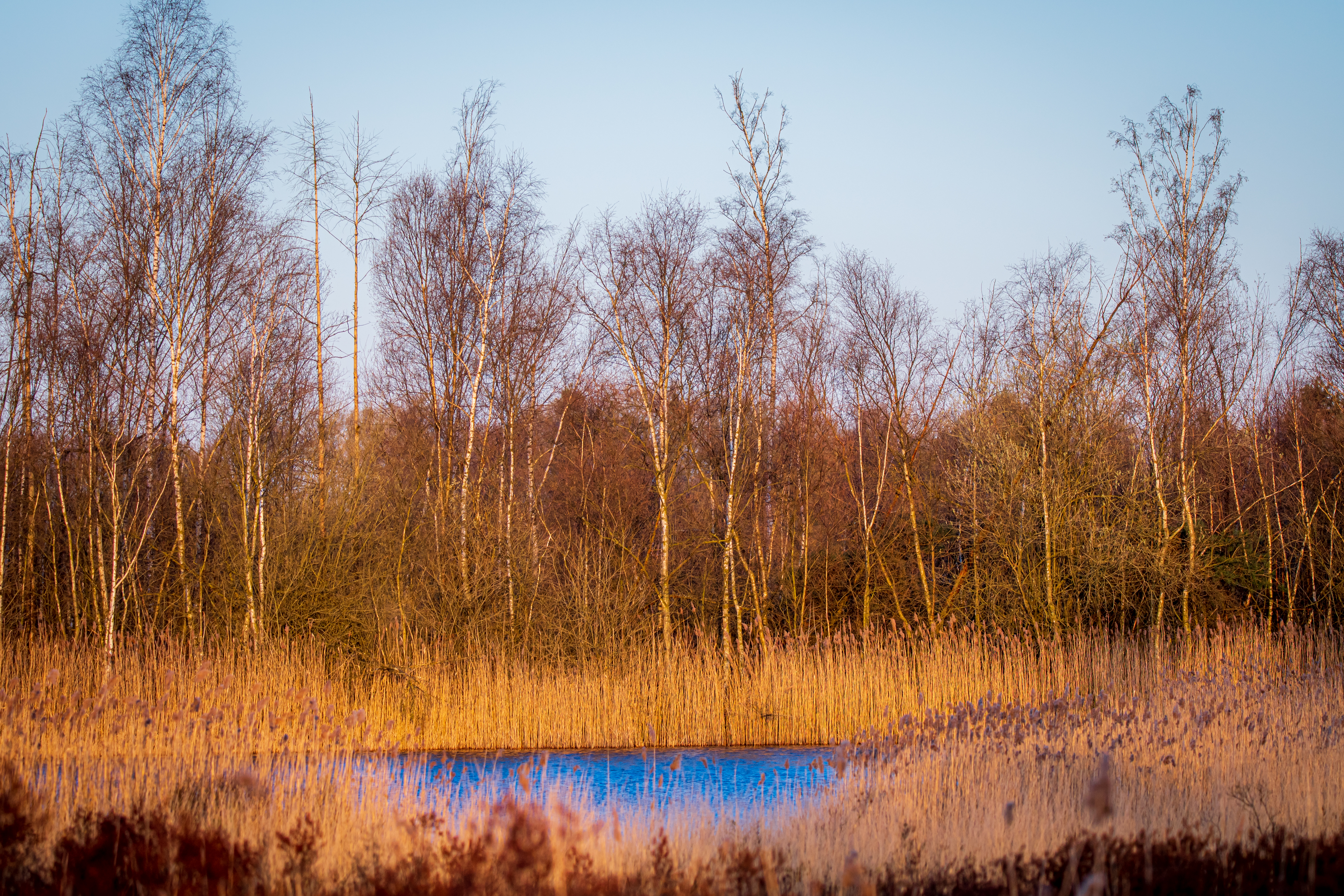
Kleiner Teich
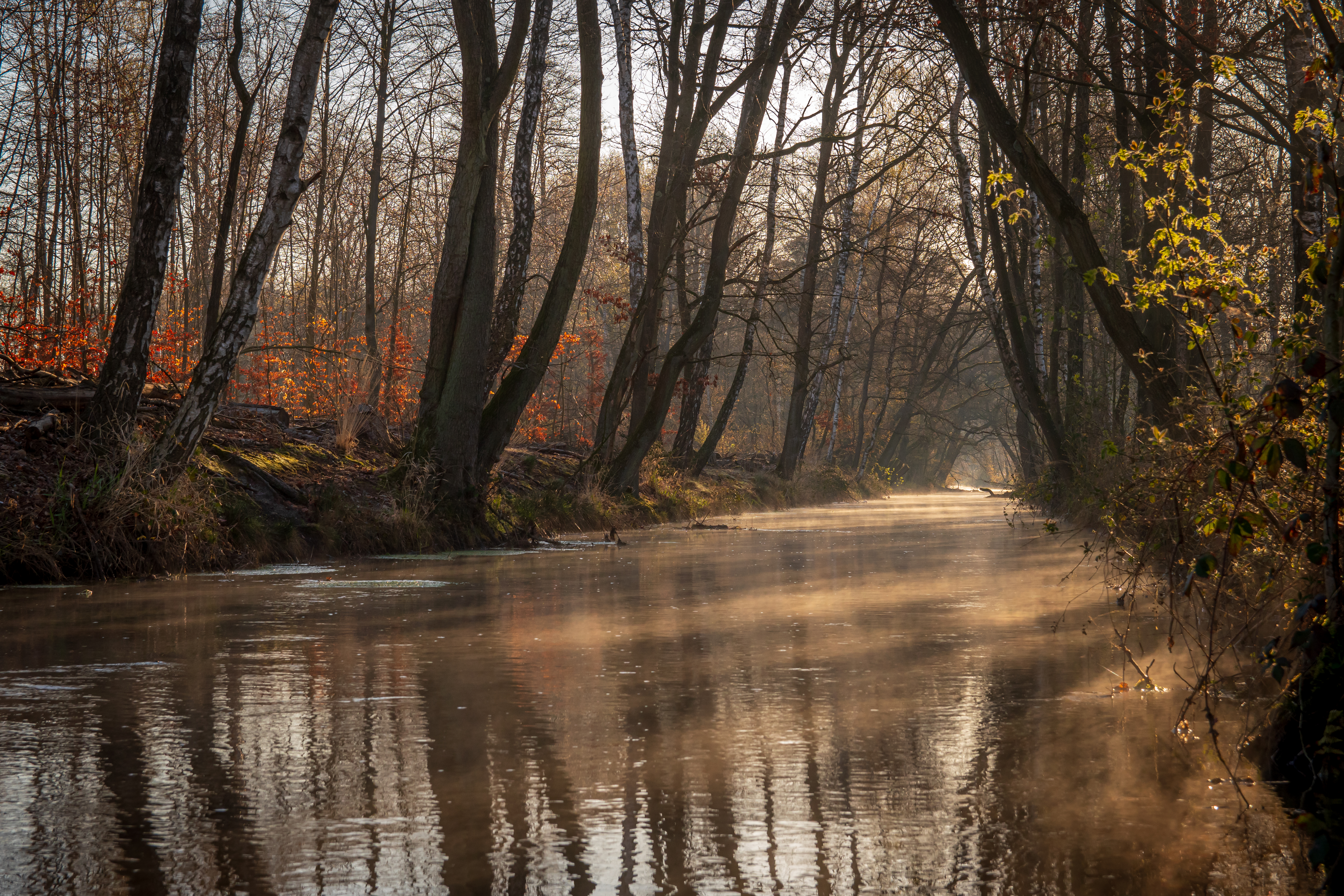
Die Schwalm
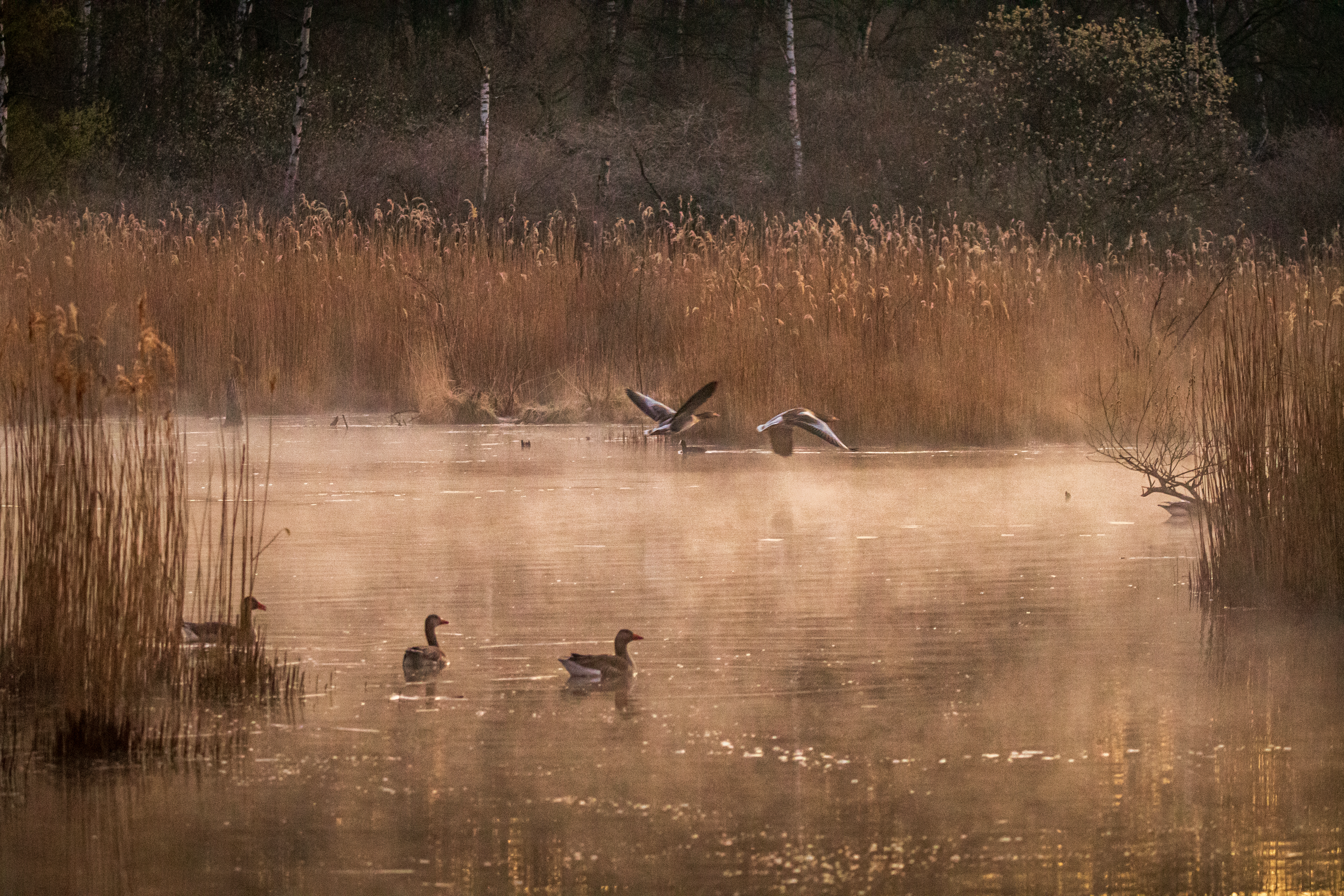
Teich mit Graugänsen

## Weiterführende Literatur
- Beate Raberg: Das Naturschutzgebiet Elmpter Schwalmbruch (= Die Naturschutzgebiete im Kreis Viersen. Band 3.) Biologische Station Krickenbecker Seen e. V., Nettetal 1994.
- Jochen Hild: Das Naturschutzgebiet Elmpter Bruch. In: Heimatbuch des Kreises Viersen. 27. Folge/1976, S. 252–259.
- H. Hubatsch: Das Elmpter Schwalmbruch. In: Mitteilungen der Landesanstalt für Ökologie, Landschaftsentwicklung und Forstplanung Nordrhein-Westfalen (LOeLF-Mitteilungen). 3, Nr. 5, Recklinghausen 1976, S. 125–132.
- Brigitte Brieden, Leo Reyrink:  Das Elmpter Schwalmbruch im Naturerlebnisgebiet Mass-Schwalm-Nette. In: Niederkrüchtener Heimatblätter 2000. Heimat- und Kulturverein, Niederkrüchten, 2000, S. 74–85, Ill.
- Heinrich-Matthias Sieben: Zur Gagelblüte ins Naturschutzgebiet Elmpter Schwalmbruch. In: Heimatbote Schwalmtal. Tönisvorst 2007, S. 102–106.